# Pietroasa (okręg Kluż)
Pietroasa (węg. Csegez) – wieś w Rumunii, w okręgu Kluż, w gminie Moldovenești. W 2011 roku liczyła 126 mieszkańców.